# Музицирање
Музицирање (фр. faire de la musique) је лепо, јасно и изражајно извођење музичког дела, исправно тумачење композиторове замисли и епохе којој дело припада, уз додатак личног доживљаја (емотивног набоја) који треба пренети на слушаоца.

## Који су услови за добро музицирање
То су пре свега таленат и музикалност, као и смисао за лепо и меру, али и музичко образовање и поседовање аналитичког духа. 

## Ближе објашњење појма музицирање
Ако се упореди са ликовном уметношћу: тачно одсвирани нотни текст био би само цртеж (скица), а само музицирање би чинило комплетну уметничку слику са свим њеним ефектима — осећањем простора, доживљајем боје, светлости и сенке.Појам музицирање је уско везан за следеће термине: артикулација, фразирање, уметник, соло, солиста, као и за термине музичар-извођач-интерпретатор (певач, инструменталиста-свирач).

## Како се практикује музицирање
Треба знати и осетити:
- шта ставити у први план
- а шта у други или трећи
- које су музичке целине у композицији — фразе
- шта треба подвући
- где нагласити
- где убрзати (агогика)
- где успорити
- где појачавати
- где утишавати итд.

Значи, треба унапред направити план активности током извођења композиције, тј. треба све то себи ”испричати”, али тек пошто се савлада цео комад онако како је написан нотама. 
То би практично изгледало овако, запитајте се: 
како желим да одсвирам ово дело — одавде ћу почети широко-распевано, па ћу нагласити овај тон; почећу у оваквој динамици, а овде ћу начинити крешендо или диминуендо, и сл.
Ово мисаоно планирање извођења музичког дела чините неколико пута, током неколико дана пред наступ, све док нисте сигурни да баш тако желите и да тако треба да свирате-музицирате, да је та препричана идеја постала ваша својина.